# U-17 (1935)
| U-17                       | U-17                                                           | U-17                                                           |
| -------------------------- | -------------------------------------------------------------- | -------------------------------------------------------------- |
|                            |                                                                |                                                                |
|                            |                                                                |                                                                |
|                            |                                                                |                                                                |
| Під прапором               | Третій Рейх                                                    | Третій Рейх                                                    |
| Порт приписки              | Кіль, Вільгельмсгафен                                          | Кіль, Вільгельмсгафен                                          |
| Спуск на воду              | 14 листопада 1935                                              | 14 листопада 1935                                              |
| Виведений зі складу флоту  | 5 травня 1945                                                  | 5 травня 1945                                                  |
| Сучасний статус            | затоплений                                                     | затоплений                                                     |
| Проєкт                     |                                                                |                                                                |
| Тип ПЧ                     | Малий ДПЧ                                                      | Малий ДПЧ                                                      |
| Основні характеристики     |                                                                |                                                                |
| Швидкість (надводна)       | 13 вузлів                                                      | 13 вузлів                                                      |
| Швидкість (підводна)       | 7 вузлів                                                       | 7 вузлів                                                       |
| Гранична глибина занурення | 150 м                                                          | 150 м                                                          |
| Екіпаж                     | 25 осіб                                                        | 25 осіб                                                        |
| Розміри                    |                                                                |                                                                |
| Довжина найбільша (по КВЛ) | 42,7 м                                                         | 42,7 м                                                         |
| Ширина корпусу найб.       | 4,08 м                                                         | 4,08 м                                                         |
| Висота                     | 8,6 м                                                          | 8,6 м                                                          |
| Середня осадка (по КВЛ)    | 3,9 м                                                          | 3,9 м                                                          |
| Водотоннажність надводна   | 279 т                                                          | 279 т                                                          |
| Озброєння                  |                                                                |                                                                |
| Артилерія                  | 1 × 2 cm/65 C/30 (1000 снарядів)                               | 1 × 2 cm/65 C/30 (1000 снарядів)                               |
| Торпедно- мінне озброєння  | 3 TA калібру 533 5 торпед або 18 мін (за іншими даними ТМА 12) | 3 TA калібру 533 5 торпед або 18 мін (за іншими даними ТМА 12) |

U-17 — малий німецький підводний човен типу II-B для прибережних вод, часів Другої світової війни. Заводський номер 547.
Введений у стрій 3 грудня 1935 року. З 1 грудня 1935 року по 31 жовтня 1939 року був приписаний до 1-ї флотилії. Згодом переданий в навчальну флотилію. З січня по кінець квітня 1940 року використовувався як бойова субмарина. Здійснив 4 бойові походи, потопив 3 судна (1825 брт). 1 березня 1943 року увійшов до складу навчальної 22-ї флотилії. Затоплений 5 травня 1945 року у Вільгельмсгафені.

## Командири
- Капітан-лейтенант Вернер Фресдорф (3 грудня 1935 — 1 листопада 1937)
- Капітан-лейтенант Гайнц фон Райхе (2 листопада 1937 — 11 вересня 1939)
- Капітан-лейтенант Гаральд Єппенер-Гальтенгофф (11 вересня — 17 жовтня 1939)
- Капітан-лейтенант Вольф-Гарро Штіблер (18 жовтня 1939 — 5 січня 1940)
- Капітан-лейтенант Удо Беренс (6 січня — 7 липня 1940)
- Оберлейтенант-цур-зее Гервіг Колльманн (8 липня 1940 — 4 січня 1941)
- Капітан-лейтенант Вольфганг Шульце (5 січня — 15 жовтня 1941)
- Лейтенант-цур-зее Отто Волльшлегер (2 жовтня — 14 жовтня 1941)
- Оберлейтенант-цур-зее Ернст Гейдеманн (16 жовтня 1941 — 31 травня 1942)
- Лейтенант-цур-зее Вальтер Зітек (1 червня 1942 — 22 лютого 1943)
- Оберлейтенант-цур-зее резерву Карл-Гайнц Шмідт (23 лютого 1943 — 25 травня 1944)
- Оберлейтенант-цур-зее Ганс-Юрген Барч (26 травня — 21 грудня 1944)
- Оберлейтенант-цур-зее Фрідріх Баумгертель (22 грудня 1944 — 6 лютого 1945)

## Потоплені та пошкоджені кораблі
| Дата            | Тип судна      | Назва судна     | Тоннаж | Статус             | Належність      | Примітка | Вантаж             | Координати                                                |
| --------------- | -------------- | --------------- | ------ | ------------------ | --------------- | -------- | ------------------ | --------------------------------------------------------- |
| 14 вересня 1939 | торговий катер | Hawarden Castle | 210    | підірвався на міні | Велика Британія |          | цемент             | 51°07′ пн. ш. 1°27′ сх. д. / 51.117° пн. ш. 1.450° сх. д. |
| 2 березня 1940  | торговий катер | Rijnstroom      | 695    | потоплений         | Нідерланди      |          | генеральний вантаж | 51°36′ пн. ш. 2°54′ сх. д. / 51.600° пн. ш. 2.900° сх. д. |
| 5 березня 1940  | вантажне судно | Grutto          | 920    | потоплено          | Нідерланди      |          | генеральний вантаж | 51°41′ пн. ш. 2°47′ сх. д. / 51.683° пн. ш. 2.783° сх. д. |